# 波特拉奇河
波特拉奇河是一條位於美國愛達荷州的河流，長約56英里（90）。波特拉奇河為清水河的支流，而清水河是斯內克河的支流，後者則是哥倫比亞河最大的支流。河流毗鄰洛磯山脈的西山麓，曾被哥倫比亞高原的乾旱草原所圍繞。現時河流主要用於農業灌溉。
波特拉奇河的名稱源於「散財宴」，是太平洋西北地區美洲原住民的一種贈禮儀式，而這些原住民部落在移居者到達河流前便已在此生活了數百年。19世紀後期，拓荒者移居至波特拉奇河流域，並建立了農場和牧場。在伐木業及農業並未興起前，河流流域曾經長著種類繁多的河岸和森林植物，亦有不同種類的魚類在此生活。此後，過度伐木導致流域內的大部份森林消失，而現時河流生態仍在恢復中。

## 流向及流域
波特拉奇河發源自愛達荷州中北部的胡都山脈。河流主要往西南方向流動，橫越位於洛磯山脈附近的哥倫比亞高原東部地區。在愛達荷狹地南部，波特拉奇河的兩條分汊形成了河源：位於拉塔縣的波特拉奇河西汊（West Fork Potlatch River）以及位於清水縣的波特拉奇河東汊（East Fork Potlatch River）。這兩條分汊在赫爾默附近匯合，之後河水便流進峽谷並一直延伸到河口。在峽谷內，波特拉奇河先後與松溪（Pine Creek）、大熊溪（Big Bear Creek）、中波特拉奇溪（Middle Potlatch Creek）、小波特拉奇溪（Little Potlatch Creek）、博爾德河（Boulder Creek）及錫達溪（Cedar Creek）合流。3號愛達荷州州道與一部分較低的峽谷平行著，而朱麗埃塔則位於中波特拉奇溪與河流的匯合處。河流最終在斯波爾丁及默特爾（Myrtle）之間與清水河合流，而匯合處的海拔高度約為801英尺（244）。
根據美國地質調查局的數據，河口流量的平均速率為379.8立方英尺每秒（10.75立方每秒）。河流的流量會在冬季和初春時達到最高峰，而夏季和秋季則會下降。河流主要流經粗糙的哥倫比亞河玄武岩（哥倫比亞高原亦由其組成），其地質與流經華盛頓州及愛達荷州的帕盧斯河類似。

## 歷史
早在在拓荒者抵達波特拉奇河之前，其中一支美洲原住民部落內茲珀斯人便已在此生活了數百年。河流位於乾旱的哥倫比亞高原東部邊緣，部份地區曾是一片廣闊的乾旱草原，並被森林茂密的山脈圍繞。另外，由於河流位於洛磯山脈的西南方，故波特拉奇河的降雨量相較其他位於西邊的河流（如帕盧斯河及圖坎嫩河）為多。在1805至1806年的路易斯與克拉克遠征時，遠征隊沿著清水河順流而下並穿越了波特拉奇河河口，但不能確定他們是否最早抵達該處的白人。當時遠征隊稱河流為「一條大溪」，並把其命名為庫爾特溪（Colter's Creek），以紀念遠征隊的其中一名成員約翰·庫爾特。1897年，美國政府把河流改為現時所使用的的名稱。
1870年代，大量拓荒者陸續抵達愛達荷州西部，加上清水河北岸奧羅菲諾附近的金礦亦吸引了不少的礦工，導致河流及鄰近地區開始出現變化。大多數移居者都在河流周邊的草原上建立乾耕農場及牧場。隨著河水往南流經河流流域，土壤條件通常會得到改善，但是河流南部流域在種植農作物上有一個主要弊端：缺水。由於河流的流量低，而且河水流經的峽谷非常陡峭，令農民無法引導河水至農場。因此，農民只能種植一些不需要灌溉的農作物，而其他無法獲得足夠農業用水的土地則淪為牧場或生產乾草的設施。
起初，河流流域內的森林並沒有因為大量拓荒者抵達而受到嚴重影響，但在20世紀初他們開始進行伐木作業後，流域內大部份的原始森林都被清除了。後來，拓荒者們建造了區內首間鋸木廠，向當地居民提供木材以供建造房屋和穀倉等設施，但不久之後華盛頓、愛達荷及蒙大納鐵路把路線延伸到這地區，令鋸木廠能出口木材至其他地區。雖然伐木業是一個非常有利可圖的行業，但這對波特拉奇河流域的生態持續造成負面影響。為了開發木材資源，當地居民建造了不少設施，例如防洪壩、滑槽、滑道、鐵路支線及小型的蒸汽動力裝置等。可是，在修建鐵路路堤及支線時河道被人為拉直，而附近的貧瘠山坡上侵蝕急劇增加，導致許多溪流變得更為淤塞。現時流域內的原始森林幾乎都已經消失，剩下的大部分是次生林。

## 生態
波特拉奇河沿岸生長著不少的三角葉楊、顫楊、楓樹以及榿木，而部分小型支流的沿岸則生長著山楂屬及山梅花屬植物。另外，在流域內的山麓地區有一大片草原，長滿了黑山楂、針葉樹及毛核木屬植物等，更有紀錄指該處一度長滿了愛達荷狐草及藍叢麥草。一些霞花屬及闊葉草本植物亦會在波特拉奇河及其支流附近的季節性濕地上出現。流域內的森林以花旗松及西黃松為主，亦有少部份如巨冷杉、美西側柏、西部白松及落葉松生長，而底層則生長著風箱果屬及唐棣屬等灌木植物。河流流域不時有山火發生，但這亦有利樹林生態發展。在人為干預後，植物群落仍然存在但數量變得較少，而大部分草原亦被農業所清除。河流的年均降水量為15至50英吋（380至1,270毫米），而溫度的年均變化約為25至100°F（−4至38°C）。
根據愛達荷州魚類及獵物部在2003年至2004年的一項研究，波特拉奇河流域有著13種不同的魚類，包括小點吻鱥、吻鱥、虹鱒、美洲紅點鮭、大口黑鱸、駝背太陽魚、杜父魚及黃鱸等。虹鱒及硬頭鱒的洄游一度被斯內克河及哥倫比亞河下游大壩建設工程所影響。這兩種魚在波特拉奇河流域內是最大的魚類種群，其中硬頭鱒佔群落生物量58.4%。研究過程期間，科研人員在河流流域的所有溪流內採樣，發現波特拉奇河西汊維持了相對原始的狀態，因此生物多樣性較其他溪流為高，相反波特拉奇河的下游地區則受到農業污水的污染。愛達荷州魚類及獵物部後來推行了波特拉奇河硬頭鱒監測和評估計劃（Potlatch River Steelhead Monitoring and Evaluation Program），旨在記錄流域內的硬頭鱒（虹鱒）種群數量。在2010年的野外季節期間，統計人員在上游及下游分別錄得了71隻及252隻成年硬頭鱒，並在整個河流流域錄得了1,230隻亞成體硬頭鱒。另外，在整個流域內的魚苗及幼年硬頭魚的密度分別為0.14條/每百平方米及1.35條/每百平方米。據估計，每年大約有超過1,000條成年硬頭鱒洄游至波特拉奇河，而從波特拉奇河東汊及大熊溪遷出的硬頭鱒數目分別約為6,976條及9,491條。除了上述的監測計劃外，愛達荷州魚類及獵物部也在2009年推行了一系列七個計劃，以保護波特拉奇河的魚類棲息地。
在波特拉奇河流域內，大約57%的土地被森林覆蓋，而約38%則用於農業和牧場。其中78%的土地屬於私人擁有，14%的土地屬於美國國家森林，7%的土地屬於愛達荷州，其餘則屬於美國內政部土地管理局及印第安事務局。

## 休閒
波特拉奇河流域內的部份山林地區屬於美國國家森林，而在河流上游亦有數個由美國國家森林局管控的露營營地。另外，在河流上游與穆斯溪的匯合處以及河流東汊是可以合法地進行釣魚活動的，但釣魚人士只能釣獲美洲紅點鮭、克拉克大麻哈魚、硬頭鱒及虹鱒。愛達荷州魚類及獵物部每年均會把魚苗放入河內，以維持生態平衡。

## 文獻引用
- Oregon Historical Society.  49–50. Portland, OR: Oregon Historical Society. 1948 （英语）.
- Wheeler, Olin Dunbar.  2. New York, NY: G.P. Putnam's Sons. 1904 （英语）.